# Arheološko nalazište i crkva sv. Martina u Podstrani
Arheološko nalazište i crkva sv. Martina nalaze se u Podstrani.

## Opis
Vrijeme nastanka: 1. st. do 19. st. U Podstrani na pješčanom rtu nalazi se sklop koji se sastoji od spomenika različitih razdoblja. Vidljivi su ulomci antičkih nadgrobnih spomenika datiranih u 1. st. U okolno ziđe terase uzidani su kameni blokovi srušene Villae rustice od koje su se sačuvali ulomci stupova i mlina za ulje ili vino, a koji se nalaze uzidani u današnje groblje. U grobištu je uzidana i rimska stela na koju su pri sekundarnoj upotrebi ukovani željezni prsteni. U srednjem vijeku je izgrađena crkvica sv. Martina koja se spominje u povijesnim izvorima i po kojoj je ovaj lokalitet i dobio ime. Na temeljima srednjovjekovne crkve u drugoj polovici 19. st. sagrađena je današnja crkva.

## Zaštita
Pod oznakom Z-7152 zavedeno je kao nepokretno kulturno dobro - pojedinačno, pravna statusa zaštićena kulturnog dobra, klasificirano kao "arheološka baština".